# Vampire, vous avez dit vampire ? 2
Série
Vampire, vous avez dit vampire ?
(1985)
Pour plus de détails, voir Fiche technique et Distribution.
Vampire, vous avez dit vampire ? 2 (Fright Night Part 2) est un film américain réalisé par Tommy Lee Wallace, sorti en 1988. Il s'agit de la suite du film Vampire, vous avez dit vampire ?, sorti en 1985.

## Synopsis
Plusieurs années après avoir combattu son voisin vampirique, Jerry Dandridge, Charley Brewster a suivi une thérapie et ne croit plus aux vampires. Mais tout va être remis en question le jour où il rencontre la sublime Regine, qui n'est autre que la sœur de Jerry Dandrige. Charley retrouve alors Peter Vincent, présentateur vedette de Fright Night, pour le convaincre de repartir en chasse avec lui et vaincre Regine.

## Fiche technique
- Titre original : Fright Night Part 2
- Titre français : Vampire, vous avez dit vampire ? 2
- Réalisation : Tommy Lee Wallace
- Scénario : Tim Metcalfe, Miguel Tejada-Flores et Tommy Lee Wallace d'après les personnages créés par Tom Holland
- Musique : Brad Fiedel
- Direction artistique : Randy Moore
- Décors : Dean Tschetter et Michele Starbuck
- Costumes : Joseph A. Porro
- Photographie : Mark Irwin
- Montage : Jay Cassidy
- Production : Herb Jaffe, Mort Engelberg, Miguel Tejada-Flores et Jeffrey Sudzin (producteur exécutif)
- Sociétés de production : Vista Organization
- Sociétés de distribution : New Century Vista Film Company (États-Unis), Cineplex Odeon Films (Canada)
- Budget : 7 500 000 $[réf. nécessaire] (estimation)
- Pays de production :  États-Unis
- Langue originale : anglais
- Format : couleur - 35 mm - 2,39:1 - son Ultra Stereo
- Genre : comédie fantastique et comédie horrifique
- Durée : 104 minutes
- Dates de sortie[1] :
  - Espagne : octobre 1988 (Festival international du film fantastique de Catalogne)
  - France : 11 janvier 1989
  - États-Unis : 19 mai 1989
- Classification[2] :
  -  États-Unis : R (Restricted) (Les enfants de moins de 17 ans doivent être accompagnés d'un adulte).
  -  France : Interdit aux moins de 12 ans

## Distribution
- William Ragsdale (VF : Christian Bénard) : Charley Brewster
- Roddy McDowall (VF : Jean-Pierre Leroux) : Peter Vincent
- Traci Lind (VF : Brigitte Berges) : Alex
- Julie Carmen (VF : Martine Meirhaeghe) : Regine Dandridge
- Jon Gries (VF : Jean-François Vlérick) : Louie
- Russell Clark : Belle
- Brian Thompson (VF : Patrick Guillemin) : Bozworth
- Ernie Sabella (VF : Yves Barsacq) : Dr Harrison
- Merritt Butrick (VF : Emmanuel Jacomy) : Richard « Richie » Green
- Matt Landers (VF : Mario Santini) : Mel
- Alexander Folk : le sergent
- Scanlon Gail (VF : Tola Koukoui) : le capitaine
- Josh Richman (VF : Vincent Violette) : Fritzy
- Karen Anders (VF : Liliane Gaudet) : Mme Stern
- John Lafayette (VF : Claude Joseph) : le barman

## Accueil

### Accueil critique
Vampire, vous avez dit vampire ? 2 n'a recueilli que 33 % de critiques positives, avec une note moyenne de 4.49⁄10 et sur la base de 9 critiques collectées, sur le site agrégateur de critiques.

### Box-office
| Pays ou région            | Box-office      | Date d'arrêt du box-office | Nombre de semaines |
| ------------------------- | --------------- | -------------------------- | ------------------ |
| États-Unis (1er week-end) | 548 231 $       | du 19 au 21 mai 1989       | -                  |
| États-Unis (total)        | 2 983 784 $     | 18 juin 1988               | 5                  |
| France                    | 228 645 entrées | -                          | -                  |
| Total mondial             | 2 983 784 $     | 18 juin 1988               | 5                  |

## Nominations
Entre 1989 et 1991, Vampire, vous avez dit vampire ? 2 a obtenu deux nominations dans diverses catégories, mais n'a remporté aucun prix.
- Fantasporto 1989 : prix international du meilleur film fantastique pour Tommy Lee Wallace
- Academy of Science Fiction, Fantasy and Horror Films 1991 : Saturn Award de la meilleure actrice pour Julie Carmen

## Editions en vidéo
- Vampire, vous avez dit vampire ? 2 est sorti en VHS le 6 janvier 1994.